# Мілтон Кемпбелл (легкоатлет)
Мілтон Кемпбелл (англ. Milton Campbell, нар. 15 травня 1976) — американський легкоатлет, який спеціалізувався на спринті.

## Спортивні досягнення
Дворазовий чемпіон світу в приміщенні з естафетного бігу 4×400 метрів (1999, 2006). Дворазовий срібний призер чемпіонатів світу в приміщенні з бігу на 400 метрів (1999, 2001). Фіналіст (5-е місце) чемпіонату світу в приміщенні з бігу на 400 метрів (2004, 2006).
Чемпіон світу серед юніорів з естафетного бігу 4×400 метрів (1994).
Чемпіон США в приміщенні з бігу на 400 метрів (2004, 2006).
Ексрекордсмен світу в приміщенні (разом з Андре Моррісом, Дамеоном Джонсоном та Деоном Майнором) з естафетного бігу 4×400 метрів — 3.02,83 (1999).